# Pedro Costa
Pedro Costa (* 30. prosince 1958) je portugalský filmový režisér.
Narodil se v Lisabonu a studoval historii na Lisabonské univerzitě. Před natočením svého prvního filmu asistoval například Vítoru Gonçalvesovi a João Botelhovi. Sám debutoval v roce 1989 snímkem Krev. Velké množství jeho filmů, včetně trilogie Kosti (1997), Vandin pokoj (2000) a Mládí vpřed (2006), se odehrává v lisabonské chudinské čtvrti Fontainhas, ukazuje životy přistěhovalců, drogově závislých, většina představitelů rolí v jeho filmech nejsou herci, ale skuteční obyvatelé čtvrti. Je držitelem Leoparda za nejlepší režii (Cavalo Dinheiro) a Zlatého leoparda (Vitalina Varela) na Mezinárodním filmovém festivalu v Locarnu. Rovněž přispěl do povídkových filmů O Estado do Mundo (2007), Memories (2007) a Centro Histórico (2012).

## Filmografie
- Krev (O Sangue; 1989)
- Dům z lávy (Casa de Lava; 1994)
- Kosti (Ossos; 1997)
- Vandin pokoj (No Quarto da Vanda; 2000)
- Kde leží váš úsměv zakopán? (Où gît votre sourire enfoui?; 2001), dokumentární film
- 6 Bagatelas (2001)
- Mládí vpřed (Juventude Em Marcha; 2006)
- Tarrafal (2007), krátký film
- Nic neměnit (Ne change rien; 2009), dokumentární film
- Náš člověk (O Nosso Homem; 2010), krátký film
- Cavalo Dinheiro (2014)
- Vitalina Varela (2019)
- Dcery ohně (As Filhas do Fogo; 2023), krátký film